# Okeechobee
Okeechobee és una població dels Estats Units, seu del comtat d'Okeechobee, a l'estat de Florida. Segons el cens del 2004 tenia 5.784 habitants.

## Demografia
Segons el cens del 2000, Okeechobee tenia 5.376 habitants, 1.837 habitatges, i 1.287 famílies. La densitat de població era de 502,6 habitants/km².
Dels 1.837 habitatges en un 32,2% hi vivien nens de menys de 18 anys, en un 50,1% hi vivien parelles casades, en un 14,5% dones solteres, i en un 29,9% no eren unitats familiars. En el 22,6% dels habitatges hi vivien persones soles l'11,7% de les quals corresponia a persones de 65 anys o més que vivien soles. El nombre mitjà de persones vivint en cada habitatge era de 2,7 i el nombre mitjà de persones que vivien en cada família era de 3,14.
Per edats la població es repartia de la següent manera: un 24,8% tenia menys de 18 anys, un 10,6% entre 18 i 24, un 25% entre 25 i 44, un 21,4% de 45 a 60 i un 18,1% 65 anys o més.
L'edat mediana era de 37 anys. Per cada 100 dones de 18 o més anys hi havia 99,9 homes.
La renda mediana per habitatge era de 27.265 $ i la renda mediana per família de 30.179 $. Els homes tenien una renda mediana de 24.979 $ mentre que les dones 20.658 $. La renda per capita de la població era de 12.701 $. Entorn del 16,5% de les famílies i el 19% de la població estaven per davall del llindar de pobresa.

## Poblacions més properes
El següent diagrama mostra les poblacions més properes.